# Marion megye (Indiana)
Marion megye az Amerikai Egyesült Államokban, azon belül Indiana államban található. Megyeszékhelye és legnagyobb városa Indianapolis. Lakosainak száma 977 203 fő (2020. április 1.). Marion megye Hamilton, Hancock, Shelby, Johnson, Morgan, Hendricks és Boone megyékkel határos.

## Népesség
A megye népességének változása:
| Lakosok száma | 904 750 | 910 900 | 918 887 | 928 281 | 939 020 | 977 203 |
|               | 2010    | 2011    | 2012    | 2013    | 2015    | 2020    |